# حمام حسینیه اعظم
بنای حمام حسینیه اعظم مربوط به دوره قاجار است و در زنجان، خیابان فردوسی واقع شده و این اثر در تاریخ ۲۳ مرداد ۱۳۷۸ با شمارهٔ ثبت ۲۳۷۹ به‌عنوان یکی از آثار ملی ایران به ثبت رسیده است.